# Eu Dei...
Eu Dei... é uma marchinha composta por Ary Barroso, gravada em 29 de setembro de 1937 por Carmen Miranda, acompanhada pelo conjunto Regional. A música foi lançada em dezembro do mesmo ano pela Odeon Records. "Eu Dei" foi a 16ª canção de Ary Barroso mais tocada nos últimos 10 anos no Brasil (2013-2023), nos principais segmentos de execução pública, segundo o ECAD.

## Na cultura popular
"Eu Dei..." fez parte da trilha sonora da telenovela Nina, de Walter George Durst, exibida pela TV Globo entre 1977 e 1978. Na série Grandes Nomes, em homenagem a Ney Matogrosso, ele interpreta "Eu Dei" acompanhado da atriz Marília Pêra. A canção foi interpretada pela atriz Débora Bloch em um episódio da minissérie A, E, I, O... Urca, de 1990, exibida pela Globo.